# Oleydong Sithsamerchai
Oleydong Sithsamerchai (* 17. Juli 1985 in Amphoe Ratsada, Trang, Thailand) ist ein thailändischer Boxer im Strohgewicht. 

## Profikarriere
Im Jahre 2002 begann er erfolgreich seine Profikarriere. Am 29. November 2007 boxte er gegen Eagle Den Junlaphan um den Weltmeistertitel des Verbandes WBC und gewann nach Punkten. Diesen Gürtel verlor er in seiner siebten Titelverteidigung im Februar 2011 an Kazuto Ioka.